# Bailleul-le-Soc
Bailleul-le-Soc és un municipi francès, situat al departament de l'Oise i a la regió dels Alts de França. L'any 2007 tenia 659 habitants.

## Demografia

### Població
El 2007 la població de fet de Bailleul-le-Soc era de 659 persones. Hi havia 236 famílies de les quals 44 eren unipersonals (20 homes vivint sols i 24 dones vivint soles), 68 parelles sense fills, 112 parelles amb fills i 12 famílies monoparentals amb fills.
La població ha evolucionat segons el següent gràfic:
Habitants censats

### Habitatges
El 2007 hi havia 252 habitatges, 237 eren l'habitatge principal de la família, 8 eren segones residències i 8 estaven desocupats. 250 eren cases i 2 eren apartaments. Dels 237 habitatges principals, 219 estaven ocupats pels seus propietaris, 12 estaven llogats i ocupats pels llogaters i 6 estaven cedits a títol gratuït; 2 tenien una cambra, 6 en tenien dues, 34 en tenien tres, 75 en tenien quatre i 121 en tenien cinc o més. 205 habitatges disposaven pel capbaix d'una plaça de pàrquing. A 93 habitatges hi havia un automòbil i a 134 n'hi havia dos o més.

### Piràmide de població
La piràmide de població per edats i sexe el 2009 era:
| Homes | Edats   | Dones |
| ----- | ------- | ----- |
| 0     | 95 o +  | 0     |
| 0     | 90 a 94 | 0     |
| 8     | 85 a 89 | 8     |
| 4     | 80 a 84 | 0     |
| 4     | 75 a 79 | 12    |
| 20    | 70 a 74 | 20    |
| 4     | 65 a 69 | 12    |
| 24    | 60 a 64 | 4     |
| 4     | 55 a 59 | 0     |
| 28    | 50 a 54 | 16    |
| 32    | 45 a 49 | 28    |
| 20    | 40 a 44 | 28    |
| 32    | 35 a 39 | 40    |
| 28    | 30 a 34 | 24    |
| 16    | 25 a 29 | 4     |
| 4     | 20 a 24 | 8     |
| 20    | 15 a 19 | 36    |
| 28    | 10 a 14 | 40    |
| 8     | 5 a 9   | 28    |
| 8     | 0 a 4   | 16    |

## Economia
El 2007 la població en edat de treballar era de 454 persones, 345 eren actives i 109 eren inactives. De les 345 persones actives 331 estaven ocupades (174 homes i 157 dones) i 14 estaven aturades (6 homes i 8 dones). De les 109 persones inactives 33 estaven jubilades, 47 estaven estudiant i 29 estaven classificades com a «altres inactius».

### Ingressos
El 2009 a Bailleul-le-Soc hi havia 232 unitats fiscals que integraven 651 persones, la mediana anual d'ingressos fiscals per persona era de 20.521 €.

### Activitats econòmiques
Dels 14 establiments que hi havia el 2007, 2 eren d'empreses extractives, 1 d'una empresa alimentària, 4 d'empreses de construcció, 2 d'empreses de comerç i reparació d'automòbils, 2 d'empreses immobiliàries, 2 d'empreses de serveis i 1 d'una empresa classificada com a «altres activitats de serveis».
Dels 7 establiments de servei als particulars que hi havia el 2009, 1 era un taller de reparació d'automòbils i de material agrícola, 1 guixaire pintor, 2 lampisteries, 1 electricista, 1 perruqueria i 1 agència immobiliària.
L'únic establiment comercial que hi havia el 2009 era una fleca.
L'any 2000 a Bailleul-le-Soc hi havia 13 explotacions agrícoles que ocupaven un total de 1.470 hectàrees.

## Equipaments sanitaris i escolars
El 2009 hi havia una escola elemental integrada dins d'un grup escolar amb les comunes properes formant una escola dispersa.

## Poblacions més properes
El següent diagrama mostra les poblacions més properes.